# 張京雅
張京雅（韓語：장경아，1987年7月20日—），韓國女演員。

## 演出作品

### 電視劇
- 2009年：MBC《令人垂涎之島》飾演 洪詩妍
- 2010年：MBC《快樂我的家》
- 2010年：KBS《Drama Special－Rock Rock Rock》
- 2011年：SBS《樹大根深》飾演 鄭道傳的女人
- 2013年：JTBC《世界的盡頭》飾演 李羅賢

### 電影
- 2009年：《女高怪談5》
- 2011年：《完美遊戲》
- 2012年：《Super Star》

## 外部連結
- NAVER搜索 （页面存档备份，存于）